# Ли Чжаосин
Ли Чжаоси́н (кит. упр. 李肇星, род. 20 октября 1940, уезд Цзяосянь, провинция Шаньдун, Китайская Республика) — китайский политик, девятый министр иностранных дел КНР. Поэт, автор двух книг стихов: «Молодая весна Китая» и «Избранные стихи Ли Чжаосина».
Член ЦК КПК 16-го созыва, член ПК ВСНП 11-го созыва.

## Биография
Ли Чжаосин (Li Zhaoxing) родился в октябре 1940 года в оккупированной японцами провинции Шаньдун. В 1959 году, окончив школу, поступил в Пекинский университет. В 1964 году окончил университет и поступил в аспирантуру Пекинского института иностранных языков. Окончил аспирантуру в 1967 году. В том же году стал референтом Китайской ассоциации народной дипломатии международных отношений. Занимал этот пост в течение года.
В 1968—1970 годах Ли Чжаосин работал в школе кадров в уезде Лиши провинции Шаньси и уезде Шангао провинции Цзянси, а затем — в госхозе Нютяньян Гуанчжоуского военного округа. В 1970 году он стал сотрудником посольства КНР в Республике Кения. В 1977 году был назначен референтом, заместителем заведующего отделом Департамента печати и информации МИД КНР. В 1983 году занял пост первого секретаря посольства КНР в Лесото.
В 1985—1990 годах Ли Чжаосин был заместителем директора, а потом и директором Департамента печати и информации МИД. В 1990 году был назначен помощником министра иностранных дел. В 1993 году в качестве приглашенного преподавателя читал лекции в Пекинском и Нанькайском университетах. В том же году стал постоянным представителем и чрезвычайным и полномочным послом КНР в ООН.
В 1995 году Ли Чжаосин занял пост заместителя министра иностранных дел. В 1998 году он стал чрезвычайным и полномочным послом КНР в США. В 2001 году вновь стал заместителем министра иностранных дел КНР и начал активно сотрудничать с российскими дипломатами: возглавил с китайской стороны российско-китайскую рабочую группу по борьбе с терроризмом.
В 2002 году отмечалось, что он будучи замминистра МИД КНР вошёл в состав созданной новым генсеком КПК Ху Цзиньтао спецгруппы по китайско-американским отношениям.
В 2003 году Ли Чжаосин был назначен министром иностранных дел.
Именно Ли Чжаосину пришлось давать объяснения по поводу загрязнения Сунгари, притока реки Амур (в результате аварии на китайском химическом заводе в провинции Цзилинь в ноябре 2005 года в реку попало около 100 тонн токсичных веществ). От имени правительства КНР министр принес России извинения и заявил, что Пекин готов оказать содействие в ликвидации последствий аварии. Одновременно МИД КНР дал согласие на приезд российских специалистов для изучения ситуации на месте аварии.
Информации о деятельности Ли Чжаосина после второй аварии на химическом заводе в провинции Цзилинь (авария случилась в августе 2006 года) в СМИ не поступало. Сообщалось лишь, что в сентябре 2006 года Россия и КНР решили создать рабочие группы по предотвращению загрязнения окружающей среды. Решено было также, что подкомиссия по сотрудничеству двух стран в области охраны окружающей среды разработает соглашение о сотрудничестве в области охраны и рационального использования трансграничных вод. Подписание этого документа было запланировано на ноябрь 2006 года.
В апреле 2007 года Ли Чжаосина на посту министра иностранных дел КНР сменил Ян Цзечи (Yang Jiechi). В прессе высказывались мнения о том, что Ли Чжаосин был отправлен в отставку из-за превышения максимального возраста в 65 лет для китайских министров, принятого в правительстве страны. После этого Ли Чжаосин был членом ЦК Коммунистической партии Китая (КПК). В 2010 году Ли Чжаосин являлся делегатом Всекитайского собрания народных представителей.
Ли Чжаосин выпустил два поэтических сборника: «Молодая весна Китая» и «Избранные стихи Ли Чжаосина». Он также стал автором варианта текста гимна Олимпийских игр 2008 года (написал его в феврале 2006 года). По данным газеты «Цзинбао», Ли Чжаосин решил передать авторские права на текст гимна Комитету по подготовке Олимпиады-2008. За свой постоянный интерес к литературе Ли Чжаосин получил у журналистов прозвище «поэта-министра».
Входил в состав организации «Старейшины».
Ли Чжаосин женат, у него есть сын.